# 예수의 공생애

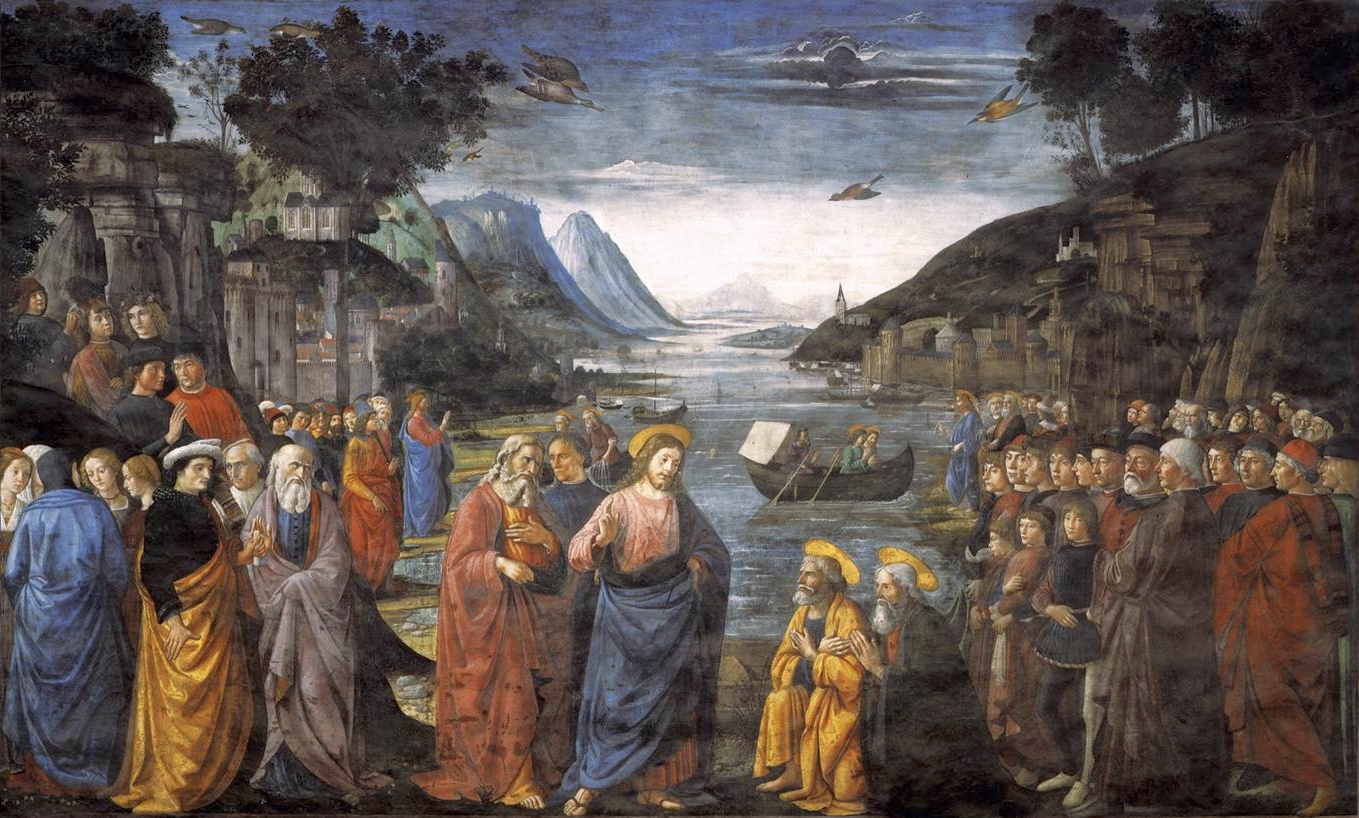
도메니코 기를란다요가 그린 예수의 열두 사도 의뢰

기독교 복음서인 신약성경에서 예수의 공생애는 요르단강 근처, 로마 유대와 트랜스요르단의 시골에서 그의 침례로 시작하고, 그의 문도들과의 최후의 만찬을 따라 예루살렘에서 끝난다. 누가 복음 (3:23)은 예수가 자신의 공생애의 시작 부분에서 "30세에"라고 말한다. 예수의 연대기는 일반적으로 약 그의 공생애의 시작의 날짜가 기원후 27-29년이며 기원후 30-36년에 끝나는 것으로 추정한다.

## 예수의 가르침
- 팔복.
- 믿음, 소망, 사랑 이 세 가지는 항상 있을진데 그 중에 제일은 사랑이라(고린도전서 13:13)
- 부자가 천국에 들어가는 것은 낙타가 바늘귀를 지나가기 보다 어렵다.(마태복음 19:23~24)[6]
- 안식일도 중요하지만 그 보다 사람이 중요하다[7]
- 무리가 간음한 여인을 데리고자 오자 "죄 없는 이가 저 여인에게 돌을 던져라"
- 간음하지 말라 하였다는 것을 너희가 들었으나 나는 너희에게 말하노니 음욕을 품고 여자를 보는 자마다 마음이 이미 간음하였느니라.(마태복음5:27-28)
- "눈은 눈으로 이는 이로 갚으라 하였다"는 것을 너희가 들었으나 나는 너희에게 말하노니 악한 자를 대적하지 말라. 누구든지 네 오른편 뺨을 치거든 왼편도 돌려 대며(마태복음5:38-39)
- 입으로 들어가는 모든 것은 배로 들어가서 뒤로 내버려지는 줄을 알지 못하느냐 입에서 나오는 것들은 마음에서 나오나니 이것이야 말로 사람을 더럽게 하느니라.”(마태복음15:17-18)

## 같이 보기
복음서와 신학
- 예수의 세례
- 그리스도 신화론
- 예수의 연대기
- 복음서 합본
- 역사적 예수
- 기독교 속 예수
- 예수의 기적
- 예수의 비유
- 복음

관련 위치
- 아이온
- 알-마그타스
- 베타바라
- 예수 관련 신약 장소
- 까스르 엘 야후드